# Anika Zietlow
Anika Zietlow (* 25. Dezember 1980 in Berlin, Deutschland) ist eine deutsche Moderatorin, Sängerin und Songwriterin, die 2011 an der RTL-Castingshow Der Wendler sucht den Schlagergott teilnahm.

## Werdegang
Im Jahr 2011 erreichte die Sängerin Anika Zietlow die Top 3 in der Castingshow Der Wendler sucht den Schlagergott, die auf RTL ausgestrahlt wurde. Auch nach Ablauf der Castingshow arbeiten die Sängerin, Michael Wendler und Produzent Hermann Niesig eng zusammen. Neben gemeinsamen Auftritten veröffentlichte das Duett bisher In the Heat of the Night sowie Miss You Lover, beide erschienen auf dem Wendler-Album Spektakulär.
Um ihre Solokarriere weiter voranzutreiben, unterschrieb Zietlow Ende 2012 ihren Managementvertrag bei der Kölner Agentur Pool Position.
Am 26. April 2013 erschien das Duett Honey Kiss der beiden Künstler unter dem Namen Michael Wendler feat. Anika. Das gemeinsame Album Come Back folgte am 17. Mai 2013 und erreichte die Top 20 der Deutschen Album-Charts. Am 13. September 2013 erschien eine internationale Version des Albums, welches durch eine Tournee in Amerika promotet wurde.
Am 11. Juli 2014 erschien ihre erste Solo-Single Haltlos, Kopflos. 10 Jahre später, am 26. August 2024, erschien gemeinsam mit Ron Bielecki ihr Song Holiday.

## Diskografie
Alben
- 2013: Come Back (mit Michael Wendler)

Singles
- 2013: Honey Kiss (mit Michael Wendler)
- 2014: Haltlos, Kopflos
- 2024: Holiday (mit Ron Bielecki)

Songs
- 2012: In the Heat of the Night (mit Michael Wendler, erschienen auf dem Album Spektakulär)
- 2012: Miss You Lover (mit Michael Wendler, erschienen auf dem Album Spektakulär)